# Astronomy and Astrophysics
Astronomy and Astrophysics (abreviada como A&A na literatura astronômica, ou mesmo Astron. Astrophys.) é uma publicação periódica européia que publica artigos de astronomia e astrofísica teórica, observacional e instumental. Foi publicada pela editora Springer-Verlag entre 1969 e 2000, enquanto a EDP Sciences publicava o periódico A&A Supplement Series. Em 2000, as duas publicações se fundiram no periódico Astronomy and Astrophysics, e publicado pela EDP Sciences. Os direitos autorais são propriedade do European Southern Observatory (ESO). 
A&A é um dos maiores periódicos de Astronomia, ao lado do Astrphysical Journal, Astronomical Journal e Monthly Notices of the Royal Astronomical Society (MNRAS). Enquanto os dois primeiros são frequentemente os periódicos preferidos pels astrônomos dos Estados Unidos e o MNRAS pelos astronômos do Reino Unido, o A&A tende a ser a publicação periódica preferida dos astrônomos europeus (excluindo o Reino Unido). Uma das razões é que não são cobradas taxas para astrônomos dos países membros.
A&A foi criado a partir da fusão em 1969 de seis grandes periódicos europeus:
- Annales d'Astrophysique (França), fundado em 1938
- Arkiv for Astronomi (Suécia), fundado em 1948
- Bulletin of the Astronomical Institutes of the Netherlands (Países Baixos), fundado em 1921
- Bulletin Astronomique (França), fundado em 1884
- Journal des Observateurs (França), fundado em 1915
- Zeitschrift fur Astrophysik (Alemanha), fundado em 1930

e ampliado em 1992 com a incorporação do
- Bulletin of the Astronomical Institutes of Czechoslovakia, fundado em 1947.

## Países membros
Os países membros originais eram os quatro países cujos jornais foram fundidos para formar o A&A (França, Alemanha, Países Baixos e Suécia) juntamente com a Bélgica, Dinamarca, Finlândia e Noruega. O ESO também participou como um "país membro". A Noruega, posteriormente, saiu do grupo, mas Áustria, Grécia, Itália, Espanha e Suíça se associaram ao A&A. A República Tcheca, Estônia, Hungria, Polônia e Eslováquia tornaram-se membros na década de 1990. 
Em 2001, as palavras "A European Journal" ("um periódico europeu", em inglês) foram removidas da capa frontal do A&A em reconhecimento ao fato de que o periódico estava se tornando cada vez mais global, e em 2002 a Argentina foi admitida com  'observador'. Em 2004 os diretores do A&A decidiram que o A&A iria aceitar como membro qualquer país  que possuísse pesquisa astronômica ativa, bem documentada e de excelência. A Argentina tornou-se o primeiro país não-europeu a se tornar membro efetivo do A&A em 2005. Nesta mesma época, Brasil, Chile e Portugal ganharam estados de 'observadores' e estão a caminho de se tornarem membros efetivos do A&A.